# Gerald Mohr

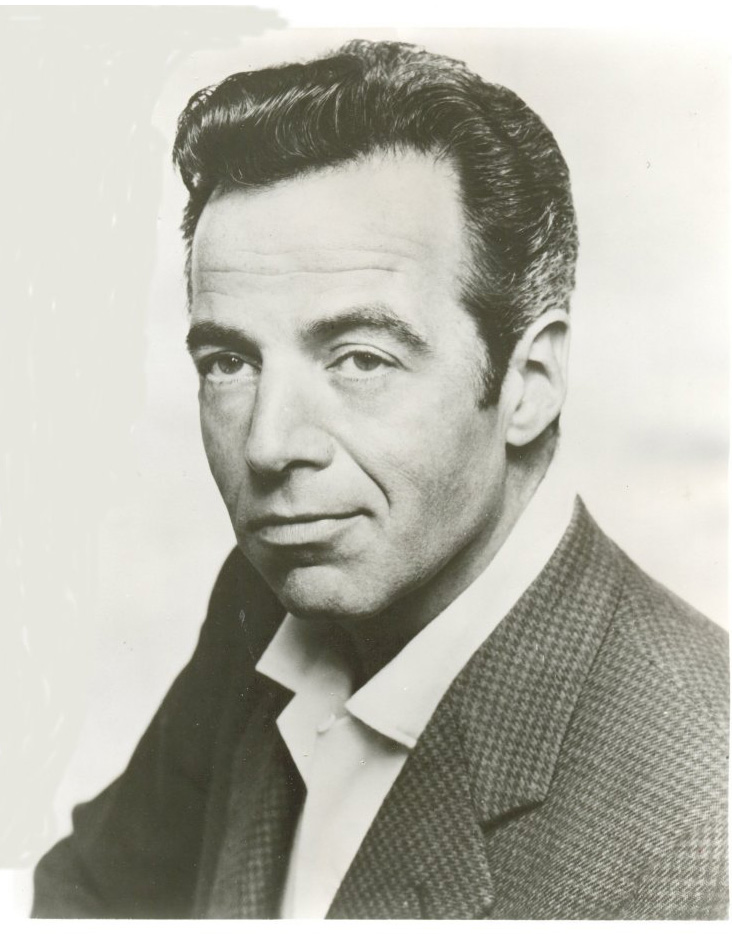
Gerald Mohr

Gerald Mohr (* 11. Juni 1914 in New York City; † 9. November 1968 in Södermalm, Stockholm) war ein US-amerikanischer Radiosprecher und Filmschauspieler.

## Leben
Gerald Mohr wurde 1914 in New York City als Sohn von Sigmond Mohr und Henrietta Neustadt, einer Wiener Sängerin, geboren. Nach dem Besuch der Dwight Preparatory School, wo er fließendes Französisch und Deutsch lernte, schrieb er sich an der Columbia University ein, um Medizin zu studieren. Als er sich im Alter von 16 Jahren eine Blinddarmentzündung zuzog und sich nach der Operation in einem Krankenhaus erholte, wurde ein Radiosprecher, der einen anderen Patienten besuchte, auf ihn und seine angenehme Bariton-Stimme aufmerksam und schlug ihm vor, für eine Stelle beim Radio vorzusprechen. Mohr wurde so der seinerzeit jüngste Reporter bei CBS Radio und gab im Zuge größerer Radioaufgaben sein Medizinstudium schließlich auf. Im Laufe der Jahre war er in mehr als 500 Radiosendungen zu hören, darunter auch 119 Mal als Raymond Chandlers berühmter Kriminal- und Titelheld in The Adventures of Philip Marlowe (1948–1951).
In den 1930er Jahren sammelte Mohr mit Orson Welles’ renommiertem Mercury Theatre erste Bühnenerfahrungen. Im Jahr 1939 begann seine Karriere als Filmschauspieler in Hollywood, wo er zumeist in kleineren Nebenrollen und anfangs vor allem als finsterer Geselle besetzt wurde. Von 1942 bis 1945 diente er in den United States Army Air Forces. Nach dem Zweiten Weltkrieg schlüpfte er dreimal in die Rolle des ehemaligen Juwelendiebs Michael Lanyard in Columbia Pictures’ beliebter B-Filmreihe The Lone Wolf. 1946 spielte er in dem Film-noir-Klassiker Gilda an der Seite von Rita Hayworth und Glenn Ford einen von Hayworths zahlreichen Verehrern.
Ab den 1950er Jahren trat Mohr als Gaststar in zahlreichen Fernsehserien auf, wie zum Beispiel in I Love Lucy (1953) mit Lucille Ball, als Doc Holliday in Maverick (1957–1961) neben James Garner, in Perry Mason (1961–1965), Gauner gegen Gauner (1965), Pistolen und Petticoats (1966) oder in Bonanza (1960–1968). Eine wiederkehrende Hauptrolle hatte er Mitte der 1950er Jahre als Undercover-Agent Christopher Storm in 40 Folgen der vierten und letzten Staffel der Spionageserie Foreign Intrigue.
Ende der 1960er Jahre lieh er seine charismatische Stimme dem Cartoon-Helden Mr. Fantastic alias Reed Richards in 20 Folgen der Zeichentrickadaption des Marvel-Comics Die Fantastischen Vier sowie dem DC-Helden Green Lantern in der Zeichentrickserie Aquaman – Herrscher über die sieben Weltmeere (1967–1968). In William Wylers Filmmusical Funny Girl (1968) mit Barbra Streisand und Omar Sharif war er in der Rolle eines windigen Glücksspielers ein letztes Mal auf der Kinoleinwand zu sehen.
Von 1939 bis 1957 war Mohr mit Rita Deneau verheiratet. Aus dieser Verbindung ging sein Sohn Anthony (* 1947) hervor. 1958 ehelichte er die aus Schweden stammende Mai Dietrich, mit der er bis zu seinem Tod zusammen war. Mohr starb 1968 im Alter von 54 Jahren an einem Herzinfarkt in Södermalm, Stockholm, wo er eine neue Fernsehserie mit dem Titel Private Entrance drehen sollte, die er gemeinsam mit seiner Frau Mai auch produzierte. Sein Grab befindet sich auf dem Friedhof in Lidingö.

## Filmografie (Auswahl)

### Filme
- 1939: Society Smugglers
- 1939: Ruhelose Liebe (Love Affair)
- 1939: Panama Patrol
- 1939: Charlie Chan auf der Schatzinsel (Charlie Chan at Treasure Island)
- 1939: Nenn mich Hilda (The Housekeeper’s Daughter)
- 1940: Der Herr der sieben Meere (The Sea Hawk)
- 1941: Der Drache wider Willen (The Reluctant Dragon) (Stimme)
- 1941: Das Ungeheuer von Chicago (The Monster and the Girl)
- 1941: Adventures of Captain Marvel (Stimme)
- 1941: Dschungel-Gangster (Jungle Girl)
- 1941: We Go Fast
- 1942: The Lady Has Plans
- 1942: Die Frau, von der man spricht (Woman of the Year) (Stimme)
- 1942: One Dangerous Night
- 1943: Murder in Times Square
- 1943: King of the Cowboys
- 1943: Lady of Burlesque
- 1943: Redhead from Manhattan
- 1943: Liebeslied der Wüste (The Desert Song)
- 1946: The Notorious Lone Wolf
- 1946: Gilda
- 1946: The Catman of Paris
- 1946: Passkey to Danger
- 1946: The Invisible Informer
- 1946: The Magnificent Rogue
- 1947: The Lone Wolf in Mexico
- 1947: Michael schafft Ordnung (Heaven Only Knows)
- 1947: The Lone Wolf in London
- 1948: Two Guys from Texas
- 1949: Leicht französisch (Slightly French) (Stimme)
- 1949: Die Goldräuber von Tombstone (Bad Men of Tombstone)
- 1949: The Blonde Bandit
- 1950: Gefährliche Mission (Wyoming Mail) (Erzählerstimme)
- 1950: Geheimpolizist Christine Miller (Undercover Girl)
- 1950: Unter Einsatz des Lebens (Southside 1-1000) (Erzählerstimme)
- 1950: Hunt the Man Down
- 1951: Sirocco – Zwischen Kairo und Damaskus (Sirocco)
- 1951: Polizeirevier 21 (Detective Story)
- 1951: Frauenraub in Marokko (Ten Tall Men)
- 1952: Der unsichtbare Schütze (The Sniper)
- 1952: Schüsse in New Mexico (The Duel at Silver Creek)
- 1952: Der Sohn von Ali Baba (Son of Ali Baba)
- 1952: It Grows on Trees (Stimme)
- 1952: The Ring
- 1952: Invasion gegen USA (Invasion U.S.A.)
- 1953: König der Piraten (Raiders of the Seven Seas)
- 1953: The Eddie Cantor Story
- 1953: Kampfstaffel Feuerdrachen (Dragonfly Squadron)
- 1953: Der tollkühne Jockey (Money from Home)
- 1957: The Night the World Exploded
- 1957: The Buckskin Lady
- 1957: Die Plünderer von Texas (Raiders of Old California)
- 1958: My World Dies Screaming
- 1959: Gangster, Gin und scharfe Hasen (Guns Girls and Gangsters)
- 1959: Verabredung mit dem Tod (Date with Death)
- 1959: Weltraumschiff MR-1 gibt keine Antwort (The Angry Red Planet)
- 1960: Sie kannten keine Gnade (This Rebel Breed)
- 1964: Wild West Story
- 1965: Das Familienjuwel (The Family Jewels)
- 1968: Funny Girl

### Fernsehserien
- 1949–1950: The Lone Ranger (18 Folgen, Erzählerstimme)
- 1952: Sky King (eine Folge)
- 1952: The George Burns and Gracie Allen Show (eine Folge)
- 1952–1954: My Friend Irma (vier Folgen)
- 1953: I Love Lucy (eine Folge)
- 1954–1955: Foreign Intrigue (40 Folgen)
- 1956: Climax! (eine Folge)
- 1956: Abenteuer im wilden Westen (Dick Powell’s Zane Grey Theatre) (eine Folge)
- 1956: Susie (Private Secretary) (eine Folge)
- 1956/1961: Cheyenne (zwei Folgen)
- 1957: Conflict (eine Folge)
- 1957–1960: The Red Skelton Show (vier Folgen)
- 1957–1961: Maverick (sieben Folgen)
- 1958: The Californians (eine Folge)
- 1958: Wilder Westen Arizona (Tombstone Territory) (eine Folge)
- 1958: Josh (Wanted: Dead Or Alive) (eine Folge)
- 1958/1959: Sugarfoot (zwei Folgen)
- 1958–1962: Bronco (drei Folgen)
- 1959: Der Mann aus Texas (The Texan) (eine Folge)
- 1959: Tausend Meilen Staub (Rawhide) (eine Folge)
- 1959: Johnny Ringo (eine Folge)
- 1959/1960: June Allyson Show (The DuPont Show with June Allyson) (zwei Folgen)
- 1959/1961: Bat Masterson (zwei Folgen)
- 1959/1961: 77 Sunset Strip (zwei Folgen)
- 1959–1963: Hawaiian Eye (drei Folgen)
- 1960: Gold in Alaska (The Alaskans) (eine Folge)
- 1960: Lawman (eine Folge)
- 1960: Der zweite Mann (The Deputy) (eine Folge)
- 1960: Menschen im Weltraum (Men Into Space) (eine Folge)
- 1960: Overland Trail (eine Folge)
- 1960: Stagecoach West (eine Folge)
- 1960: Harrington und Sohn (Harrigan and Son) (eine Folge)
- 1960–1961: Outlaws (drei Folgen)
- 1960–1968: Bonanza (drei Folgen)
- 1961: King of Diamonds (zwei Folgen)
- 1961–1966: Perry Mason (vier Folgen)
- 1962: Surfside 6 (zwei Folgen)
- 1962: Gefährliche Geschäfte (The Third Man) (eine Folge)
- 1962: Heute Abend Dick Powell (The Dick Powell Show) (eine Folge)
- 1962: Westlich von Santa Fé (The Rifleman) (eine Folge)
- 1962: Sprung aus den Wolken (Ripcord) (zwei Folgen)
- 1965: Solo für O.N.C.E.L. (The Man from U.N.C.L.E.) (eine Folge)
- 1965: Gauner gegen Gauner (The Rogues) (eine Folge)
- 1965: Amos Burke (Burke’s Law) (eine Folge)
- 1966: Im Wilden Westen (Death Valley Days) (eine Folge)
- 1966: Nachdenkliche Geschichten (Insight) (eine Folge)
- 1966: Pistolen und Petticoats (Pistols ’n’ Petticoats) (eine Folge)
- 1966: Verschollen zwischen fremden Welten (Lost in Space) (eine Folge)
- 1966: Die Seaview – In geheimer Mission (Voyage to the Bottom of the Sea) (eine Folge)
- 1967: Dancer für U.N.C.L.E. (The Girl from U.N.C.L.E.) (eine Folge)
- 1967: Iron Horse (eine Folge)
- 1967: Laredo (eine Folge)
- 1967–1968: Die Fantastischen Vier (Fantastic 4) (20 Folgen, Stimme)
- 1968: Hoppla Lucy! (The Lucy Show) (eine Folge)
- 1969: Big Valley (The Big Valley) (eine Folge)